# أرت باول
أرت باول (بالإنجليزية: Arthur Paul) هو مصمم جرافيك أمريكي، ولد في 18 يناير 1925 في شيكاغو في الولايات المتحدة، وتوفي في 28 أبريل 2018 في Lake View, Chicago ‏ في الولايات المتحدة بسبب ذات الرئة.